# Pavocosa siamensis
Pavocosa siamensis är en spindelart som först beskrevs av Christoph Gottfried Andreas Giebel 1863.  Pavocosa siamensis ingår i släktet Pavocosa och familjen vargspindlar.
Artens utbredningsområde är Thailand. Inga underarter finns listade i Catalogue of Life.